# Etnias de Camerún

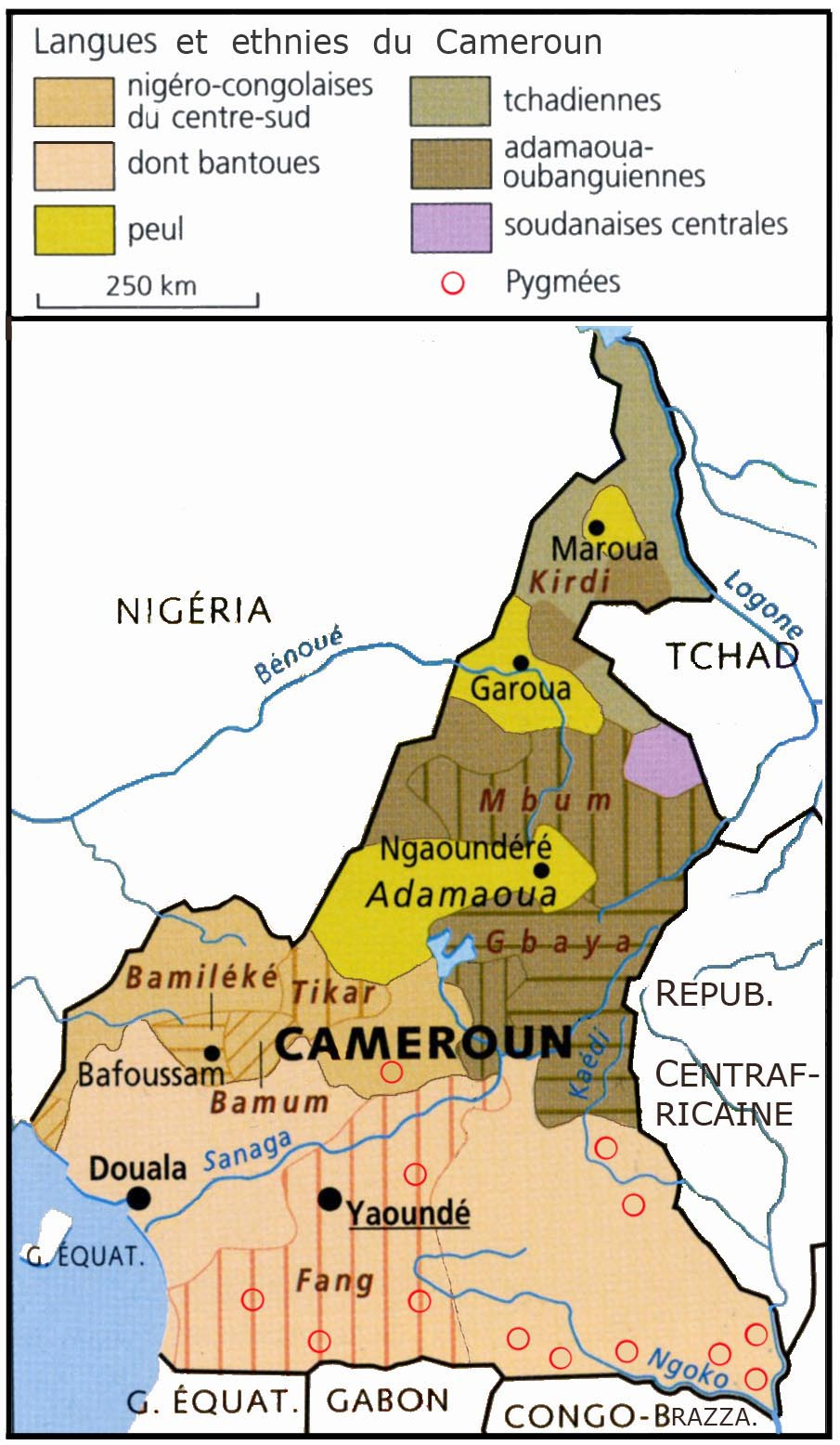
Lenguas y etnias de Camerún

En Camerún hay unas 294 etnias, aunque algunas son subdivisiones de otras mayores, y la mayoría pertenecen a tres grupos lingüísticos principales: bantú en el sur, sudánico en el norte y semi-bantú en el oeste. Los principales grupos bantúes son los maka, los djem y los duala, seguidos en el siglo XIX por los fang y los beti. Los hablantes sudánicos incluyen los sao, los fulani, musulmanes que vinieron de la cuenca del Níger en dos oleadas en los siglos XI y XIX, y los kanuri. Los semibantúes son pequeños grupos étnicos, excepto los bamileke, relacionados con los bantúes, y otros como los tikar. Camerún tiene, en 2024, 29,3 millones de habitantes en un país de 472.210 km2, el 58,9 % viven en ciudades, la media de edad es del 17,9 años, la natalidad supera los 4 hijos por mujer, lo que hace prever que en 2050 habrá 51 millones de habitantes aun con una disminución a 3 hijos por mujer. En Duala hay 1,34 millones de habitantes, en Yaundé, 1,3 millones, el resto tiene menos de medio millón.

## Conflictos
Algunos de los grupos étnicos están relacionados, mientras otros han sido asimilados después de años de interacciones. En 2017, el Frente Unido del Consorcio Ambazonia del Camerún Meridional declaró la independencia de Ambazonia, un territorio de 42.710 km2 en el sudeste, que perteneció al reino Unido y por tanto es de habla inglesa frente a la mayoría francófona del resto del país. Los separatistas no consideran el conflicto étnico, sino que se sienten marginados por hablar inglés. Sucede lo mismo en el noroeste, donde la lucha la encabezan los fulani o mroboro. La lucha por la separación, que empezó hace siete años, es el auge de los enfrentamientos constantes en la región noroeste entre los pastores fulani, musulmanes y seminómadas, y los grupos cristianos, mayoritariamente granjeros. Por otro lado, la región del Extremo Norte sufre los ataques del grupo armado islamista Boko Haram.

## Etnias

#### Meseta alta occidental de Camerún

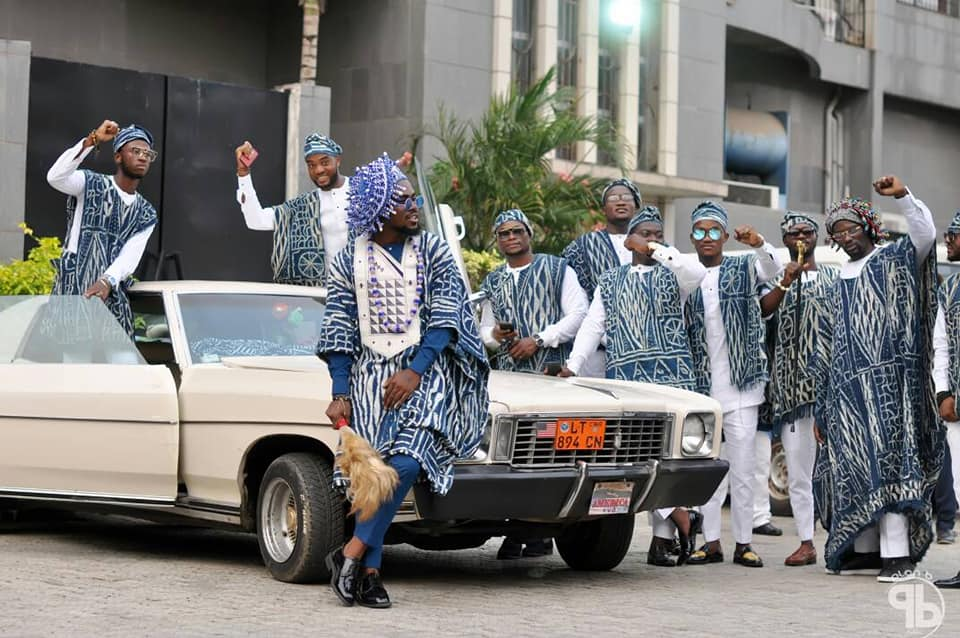
Bamilekes en vestido tradicional durante una boda.

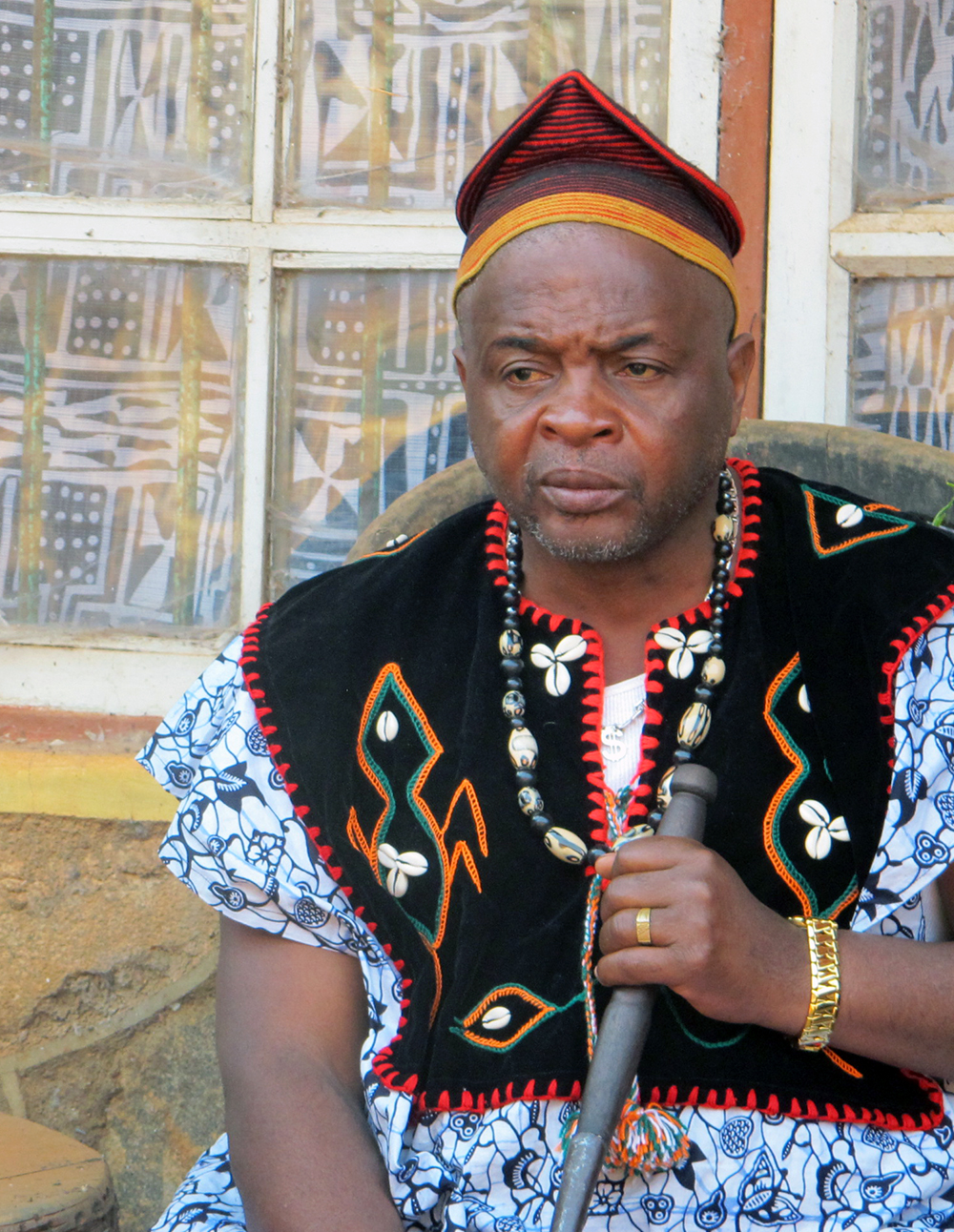
Sehm Mbinglo I, fon (rey o gobernante) de los nso.

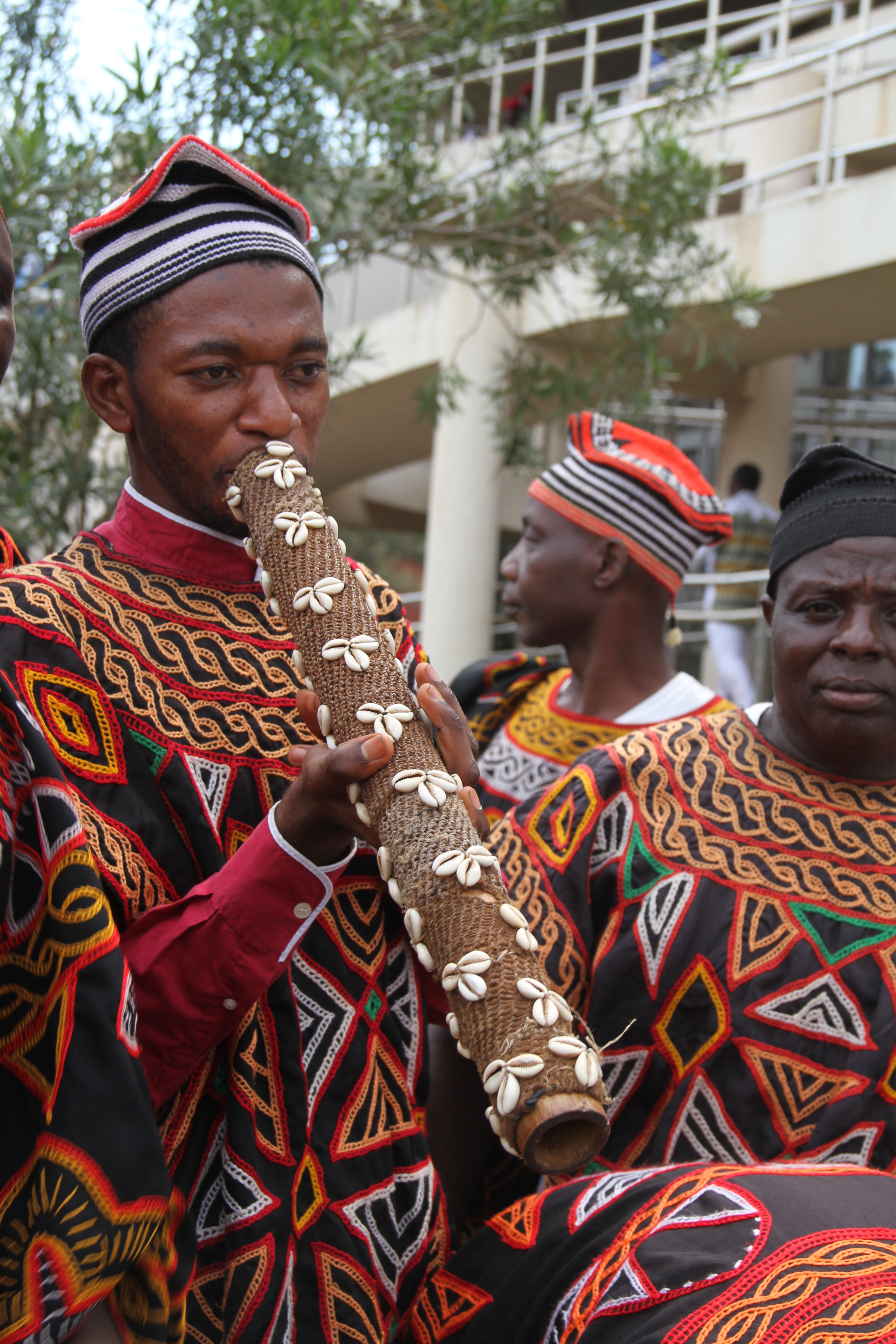
Hombre tikar tocando la flauta en el Fenac (Festival nacional de las artes y la cultura), en Yaundé, en 2016.

- La confederación Bamileke está formada por unas 90 entidades políticas con unos 3 millones de habitantes. Son un grupo semi bantú originario de Egipto. Está formado por distintas tribus relacionadas que comparten un ancestro común y que incluyen los bamun, tikar y otros pueblos de las tierras altas occidentales no bamilekes. Tradicionalmente son patriarcales y hereditarios. Su principal actividad es la agricultura, gestionada por las mujeres. Entre los grupos que forman los bamikele están los bagam (9300), que hablan mengambo; los bakwa o bako,a (2300), que hablan kwa; los bamenju (328.000), que hablan ghomala; los batcham (477.000), que hablan ngiemboon; los fefe o bafang (230.000), que hablan fefe; los medumba (529.000), que hablan medumba; los ndanda (26.000), que hablan nda'nda'; los ngombale (107.000), que hablan ngombale, y los tchang (738.000), que hablan yemba.
  - Los bamileke tchang o dschang, también llamados, por el idioma yemba (738.000), solo se encuentran en el oeste de Camerún, en la meseta boscosa. La mayoría practican la agricultura de subsistencia, comercian con vegetales, café, cerdos y pollos, entre otros productos. Viven sobre todo en 21 localidades, en un entorno cerrado. El 92 por ciento son cristianos protestantes.
  - Los bamileke bandjoun, también llamados ghomala, por el idioma ghomala (909.000) viven en la región del Oeste, en los departamentos de Mifi, Koung-Khi y Altas Mesetas o Haut Plateaux. Además de los bandjoun hablan esta lengua hasta 2 millones de personas en la zona. Tres cuartas partes son cristianos y el resto animistas.[9]
  - Los bamileke medumba (529.000) viven en el departamento de Ndé de la región Occidental. Hablan la lengua medumba, pero en el tercio occidental del departamento se habla la lengua nda'nda.

- Pueblo bamún o bamum o mum (691.000). Formaron el reino de Bamum en el noroeste de Camerún, con unos 7300 km2. Hablan el idioma bamum, una de las lenguas bantúes de los pastizales de la meseta alta occidental. La mayoría han pasado de creer en los espíritus ancestrales al islam. Forman parte del clúster adamawa-ubangi, formado or 122 grupos étnicos.[10] Tienen un sistema de escritura único.[11]

- Pueblo nso o banso (395.000), se consideran un pueblo bantú, subgrupo de los tikar. Su capital es Kumbo, en la región del Noroeste. Hablan la lengua lamnso, una lengua bantú del subgrupo Níger-Congo (una de las más de 500 lenguas bantúes). Son cristianos. El fon es el gobernante tradicional, apoyado por siete notables llamados vibais.

- Pueblo tikar o twumwu (181.000). Viven en la meseta alta occidental o pastizales de Bamenda, en la región del Centro, junto con los bafia y los bamún, con ancestros comunes y lenguas parecidas. Con el nombre de pueblos de los pastizales forman un grupo de pueblos muy cercanos que incluye los nso, los bafut, los kom, etc. Los tikar son granjeros que cultivan caña de azúcar, mandioca, cacao, café y plátanos. Son los únicos herreros de la zona.[12]

- Pueblo bedzan. Poco más de un millar. Son pigmeos, también llamados tikar, que viven en torno a la localidad de Yoko, en la llanura del mismo nombre entre el bosque y la sabana, en el departamento de Mbam-et-Kim, en la región del Centro. [13]

#### Bosques meridionales y costeros
Los pueblos de los bosques costeros tropicales:

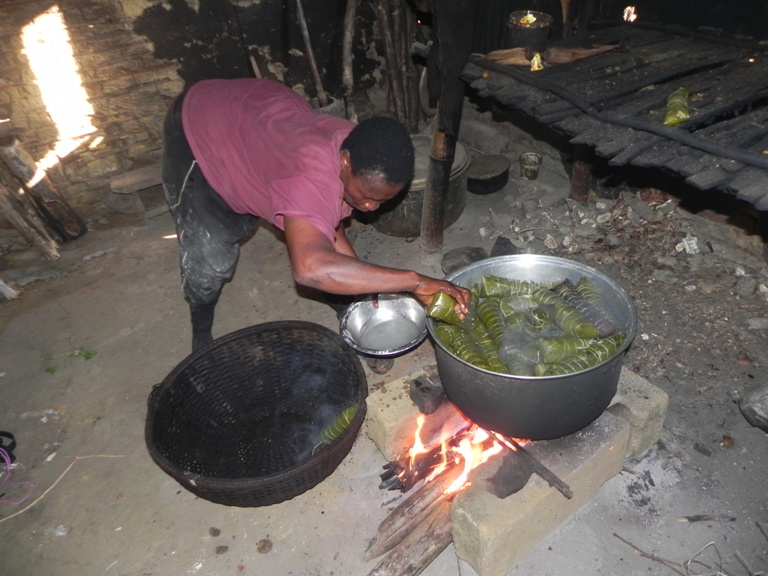
Mujer bassa preparando la mintumba, pan de yuca o mandioca mezclada con aceite de palma, sal, especias y pimienta, envuelto en una hoja de palma.

- Pueblo bassa o basaa o basa-bakongo (cerca de 500.000, aunque algunas fuentes hablan de 800.000). No se deben confundir con el pueblo bassa de Liberia. Viven en la costa de Camerún. Dicen proceder de la frontera entre Egipto y Sudán, y llegaron a la costa empujados por otros pueblos. Hablan el idioma bassa, una lengua bantú, en torno a Edea, Eséka y Duala, en la parte occidental de Camerún, en una vasta meseta muy fértil de 60 a 700 m, sembrada de ríos, que al oeste se convierte en una llanura costera. Viven de la caza, la recolección, la agricultura sobre todo (tubérculos como el ñame y la mandioca; granos como el pistacho, la judía verde, el melón; frutos como la piña, la papaya, el mango, y legumbres como la lechuga, el perejil y la remolacha) y la ganadería (cabras, ovejas y pollos). Su sistema de creencias se basa en el Nyambé, una divinidad bantú que representa la eternidad del cosmos con toda su sabiduría, potencia y belleza, y que con la llegada del cristianismo se convierte en el Dios bíblico. Viven en casas rectangulares de adobe de tres o cuatro piezas. Un mito cuenta que los bassa y otros pueblos africanos salieron de una cueva situada en la región del Centro conocida como Ngog Lituba, donde se refugiaron los dos ancestros originales cuando huyeron de Egipto.[14]
- Duala o uli (unos 287.000). También se los conoce como sawa o sawabantú, un clúster de pueblos costeros de origen bantú que comparten historia y cultura en que la mayoría son duala. Viven en torno a Duala, en la región del Litoral, en el estaurio de Wouri, donde se unen los ríos Wouri, Mungo y Dibamba. Hablan la lengua duala. La mayoría están cristianizados. Los que viven en las zonas rurales son pescadores y agricultores, pero un buen número vive en ciudades, sobre todo en Duala, donde ejercen todo tipo de trabajos. Además de las distintas tribus, se distinguen en linajes o clanes, como los bonanjo, bonaku, bonabela y bonaberi.[15]

Los pueblos de los bosques tropicales del sur:

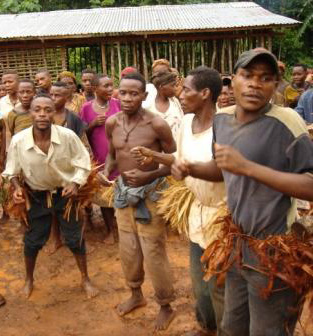
Pigmeos baka en le región del Este de Camerún

- Beti-pahuin (más de 5 millones). Es un clúster de clanes en la costa ecuatorial que se extiende por Camerún, República del Congo, Guinea Ecuatorial, Gabón y Santo Tomé y Príncipe, entre el río Sanaga, en el norte, la mitad norte de Gabón y Congo al sur y el río Dja, al este. Son pueblos distintos, pero comparten orígenes, historia y cultura. Entre todos los países hay más de 8 millones. Hablan una lengua beti que entienden todos. Hay unos 20 clanes divididos en tres grupos principales: los ewondo o beti, que son 2,26 millones, en torno a Yaundé; los bulu, unos 1,4 millones, y los eton, unos 400.000. 
  - Bulu (unos 1,4 millones), también bulu fang porque hablan la lengua fang, un lenguaje transnacional que se habla en el sur de Camerún, Guinea Ecuatorial, Gabón y Congo. Se parece mucho a otras lenguas de la zona que se hablan en el sur de Camerún, como el ewondo, pero a la vez el fang tiene diversas variantes en la zona.[16]
  - Ewondo o Bëti be Kóló o Kóló-Bëti y también yaundé (unos 2,5 millones en 2020). Tienen numerosos nombres heredados de cuando eran protectorado alemán. Son el grupo étnico más grande de la región Central de Camerún. Hablan el idioma ewondo o kóló, lengua de Yaundé, la capital. En el campo, producen arroz, cacao, café, cacahuetes, aceite de palma y madera. Están divididos en linajes.[17]
  - Eton (411.000). Es el segundo más grande de la región del Centro después de los ewondo. Se dividen en los eton-beti, eton-beloua y beloua-eton. Cultivan cacao y palma aceitera, así como cacahuetes y se alimentan con mandioca, taro, ñame, patata, boniato y bananas. Practican el culto a los ancestros.

- Pigmeos baka, en la región sudoriental de Camerún sobre todo (unos 30.000), además de en la República del Congo, la República Centroafricana y Gabón.[18]

#### Regiones semiáridas del norte y centro

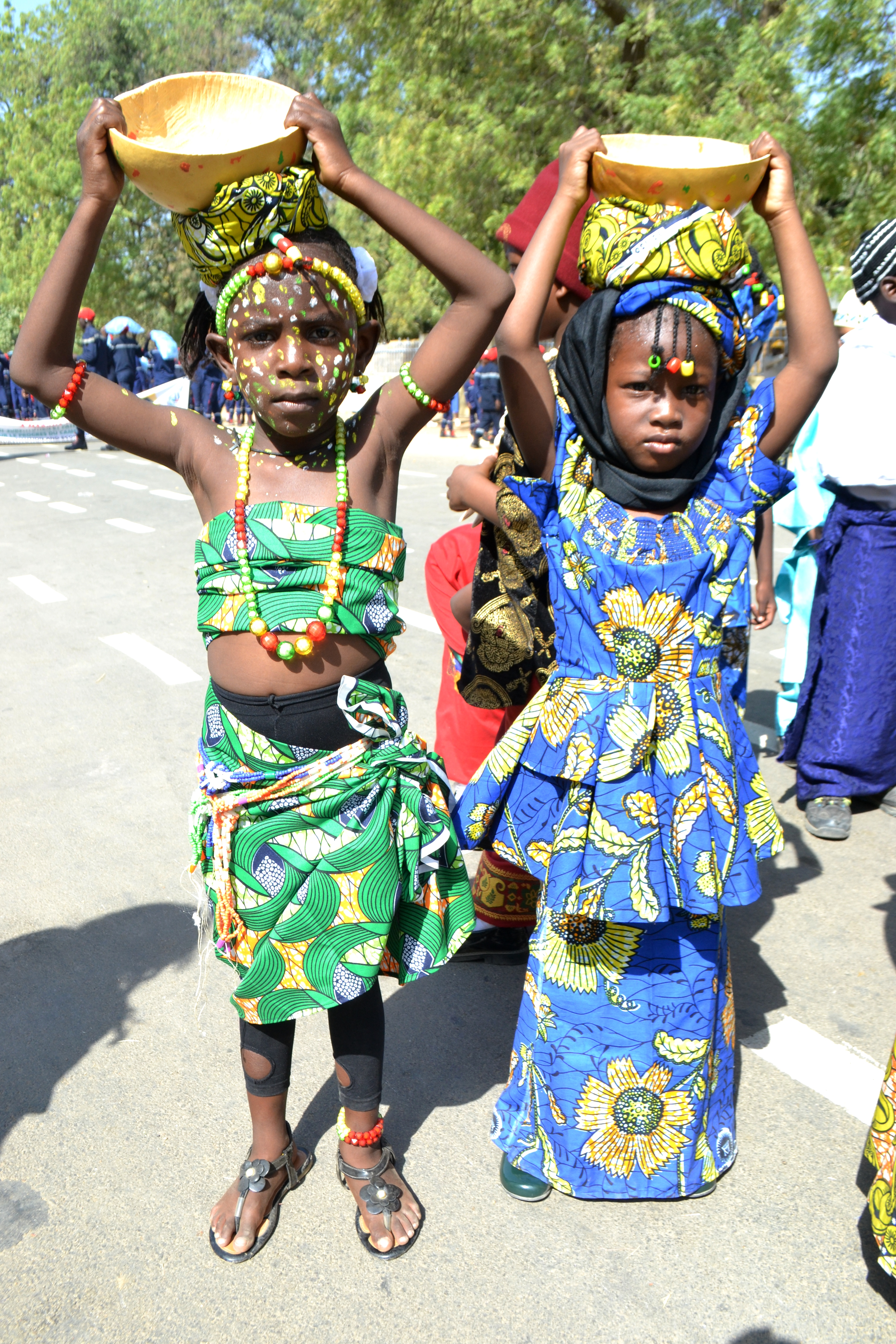
Niñas fulani en la región del Extremo Norte en Camerún, en 2022

Los pueblos de las regiones semiáridas del norte y centro que corresponden al Sahel,
- Los peuls o fulani o mbororo (casi 3 millones en Camerún, de un total de 40 millones, de los que 17 millones viven en Nigeria) Siglos atrás, migraron desde el norte y el este de África al centro y oeste. La mayoría todavía son pastores nómadas que viajan en busca de pastos mejores. Se desplazan entre el Sahara, su límite septentrional, y las tierras de la mosca tse tse, su límite meridional. Con el tiempo se agruparon y nombraron según las localizaciones, ocupaciones y dialectos. Muchos se establecieron en Adamawa, Nigeria, de donde proceden los grupos de Camerún y Chad. En su dieta es importante la leche, con la que producen mantequilla que intercambian en los mercados. Son musulmanes.[19][20]

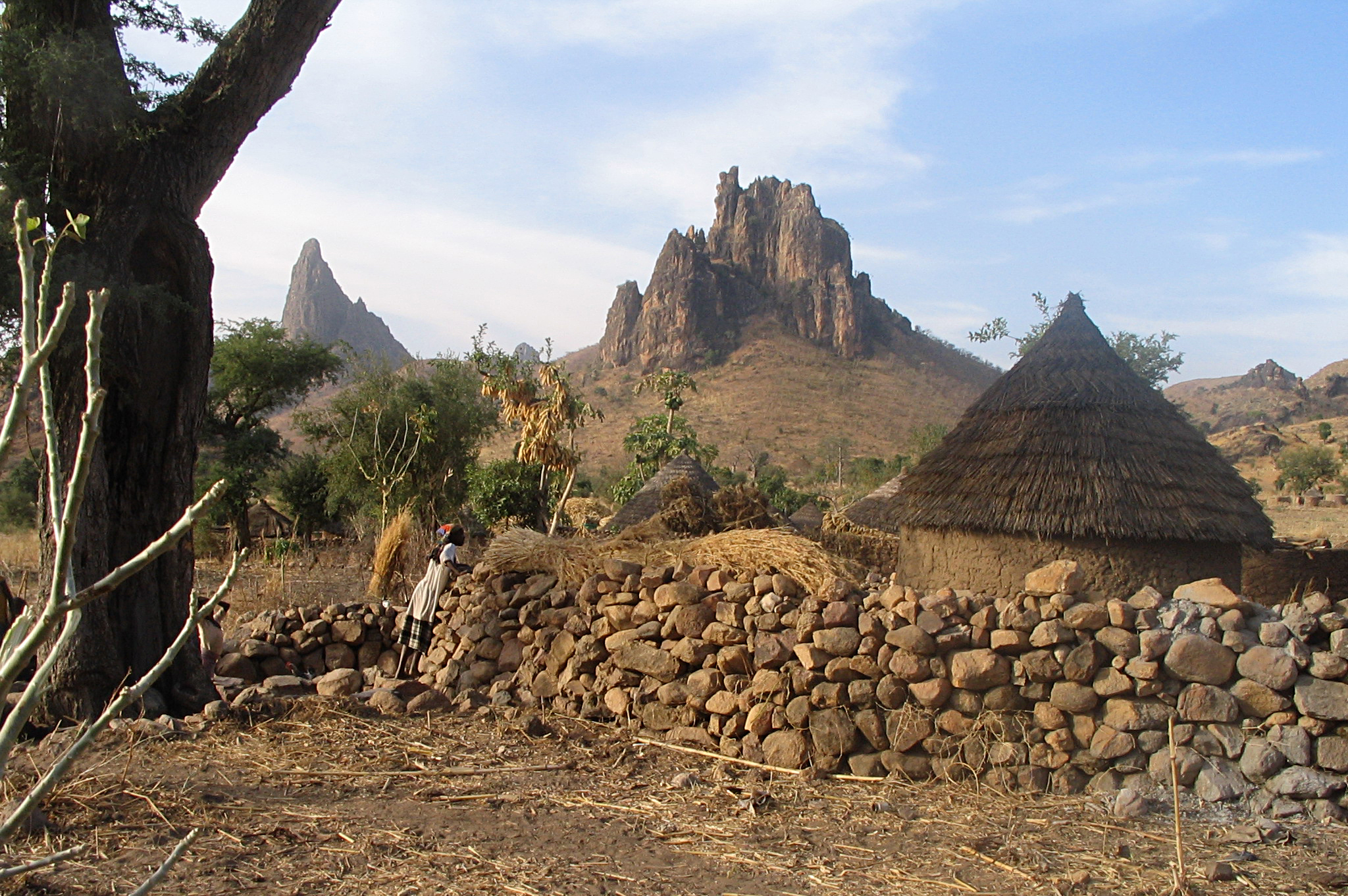
Hogar kapsiki, de los kirdi, en el macizo de Mandara.

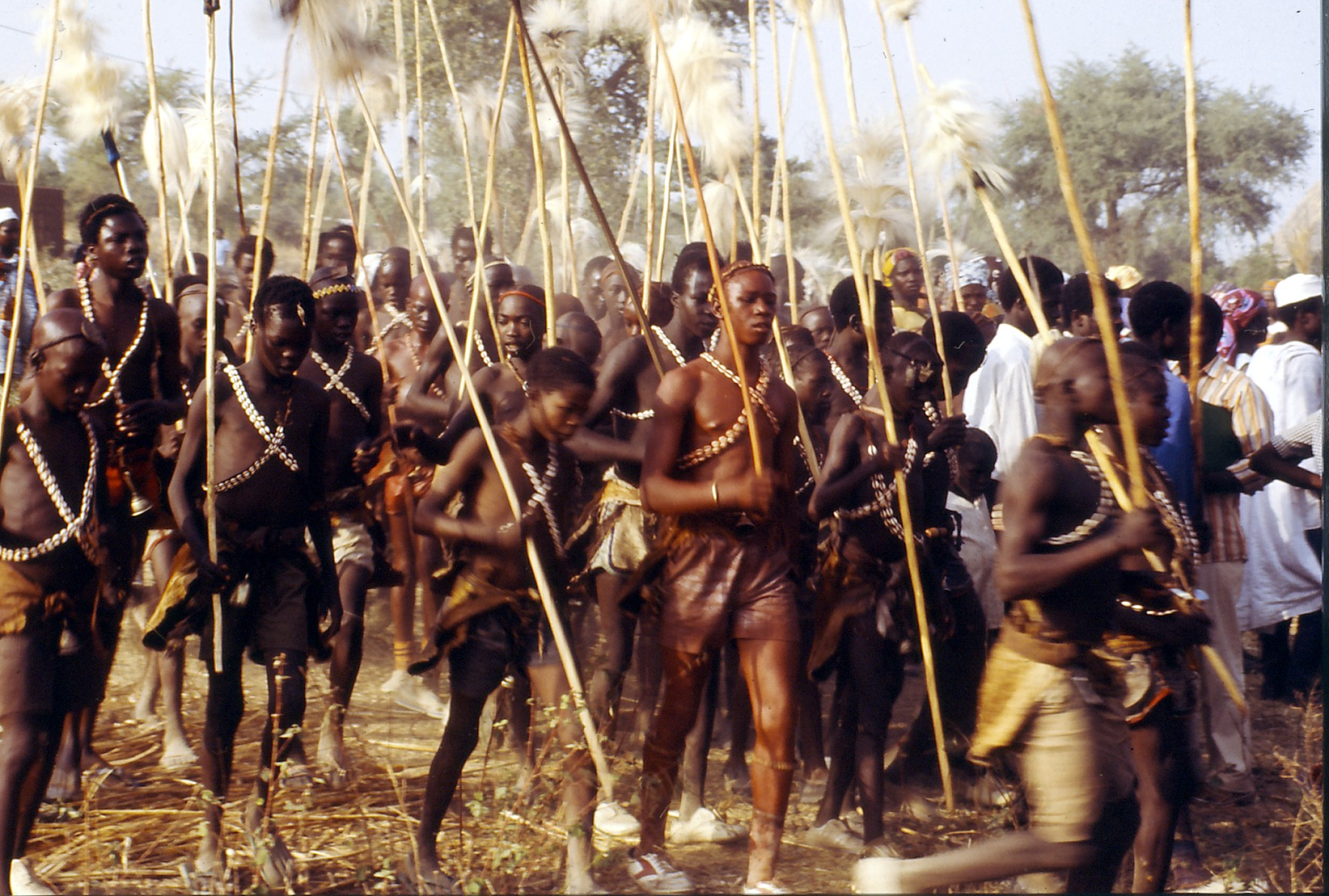
Rito de iniciación entre los kapsiki, en Rhumsiki, en 2014.

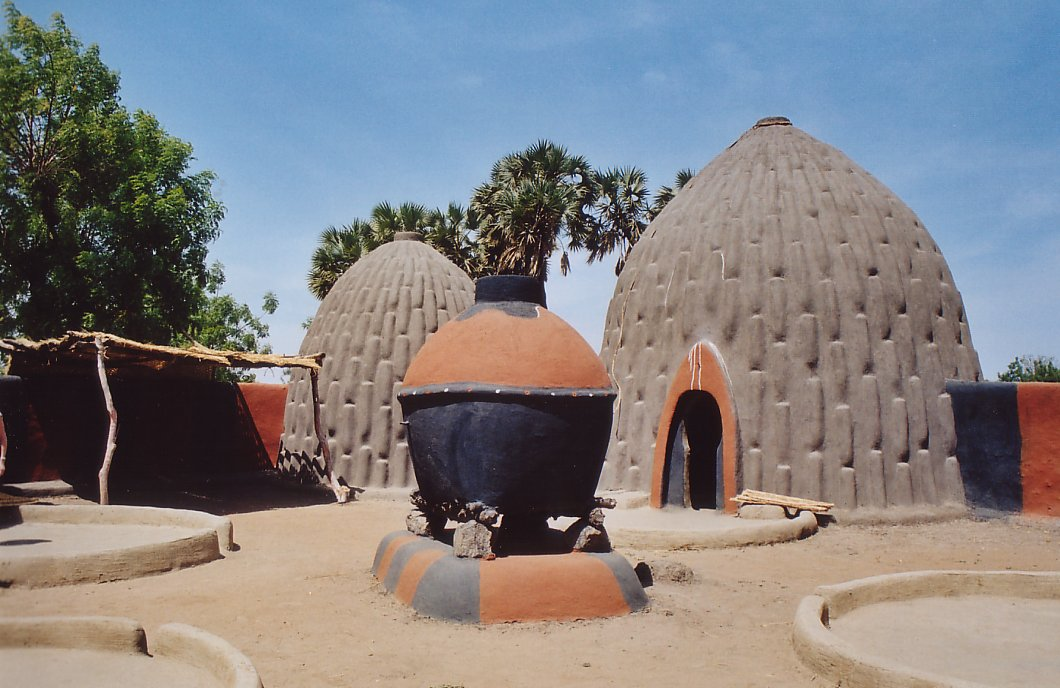
Casas obús del pueblo musgum

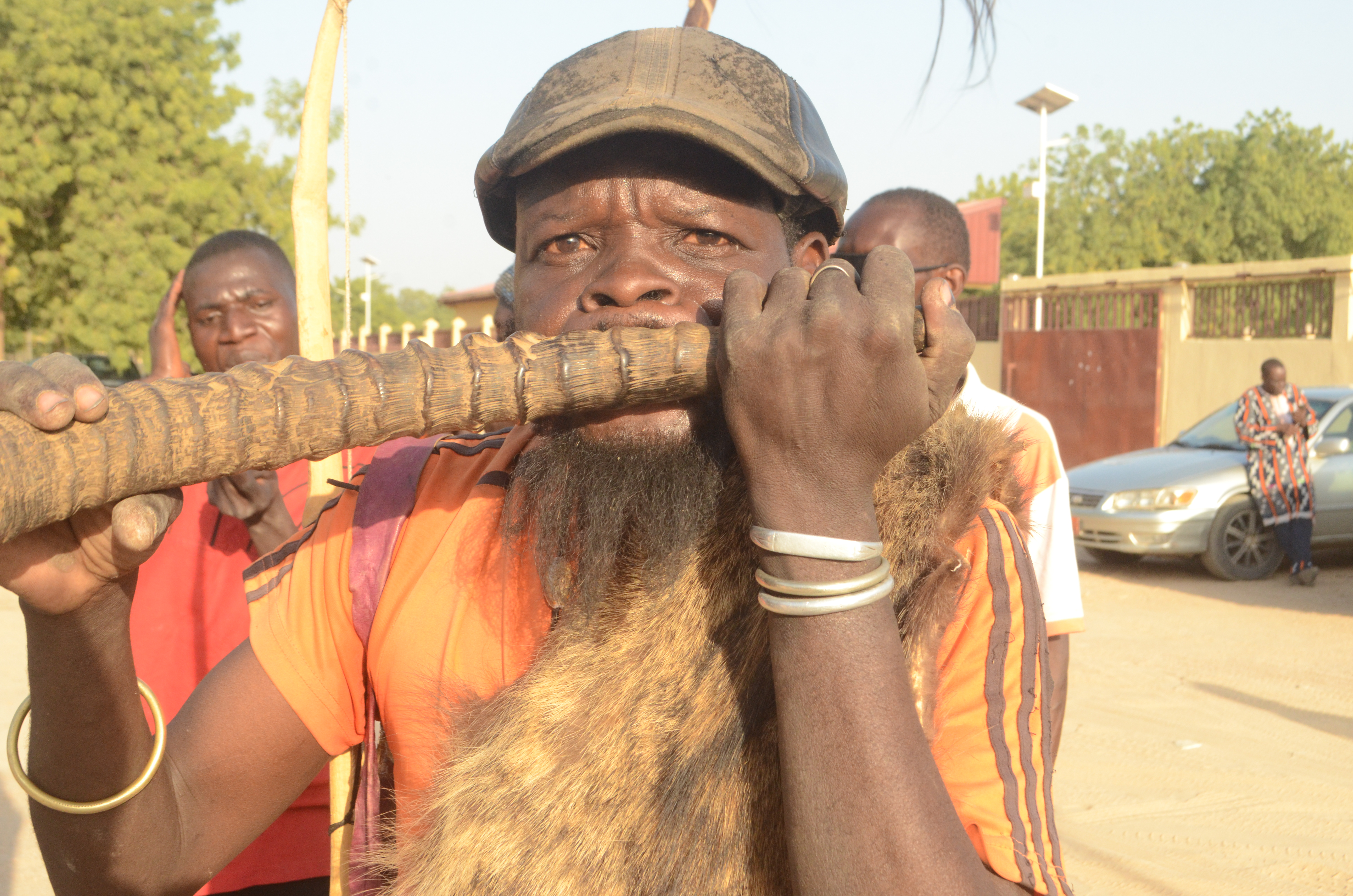
Músico mafa tocando la flauta en 2024

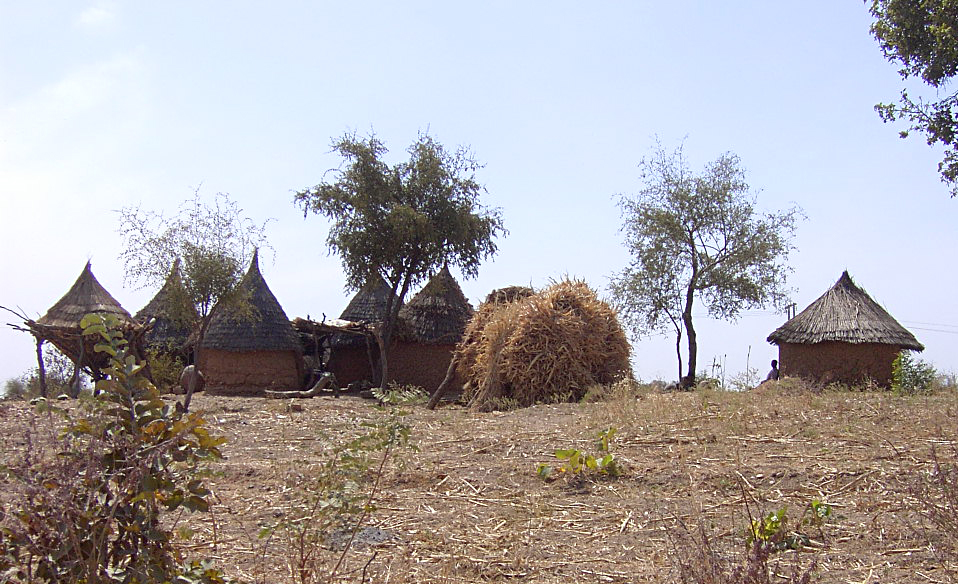
Vivienda mafa en el norte de Camerún en 2004

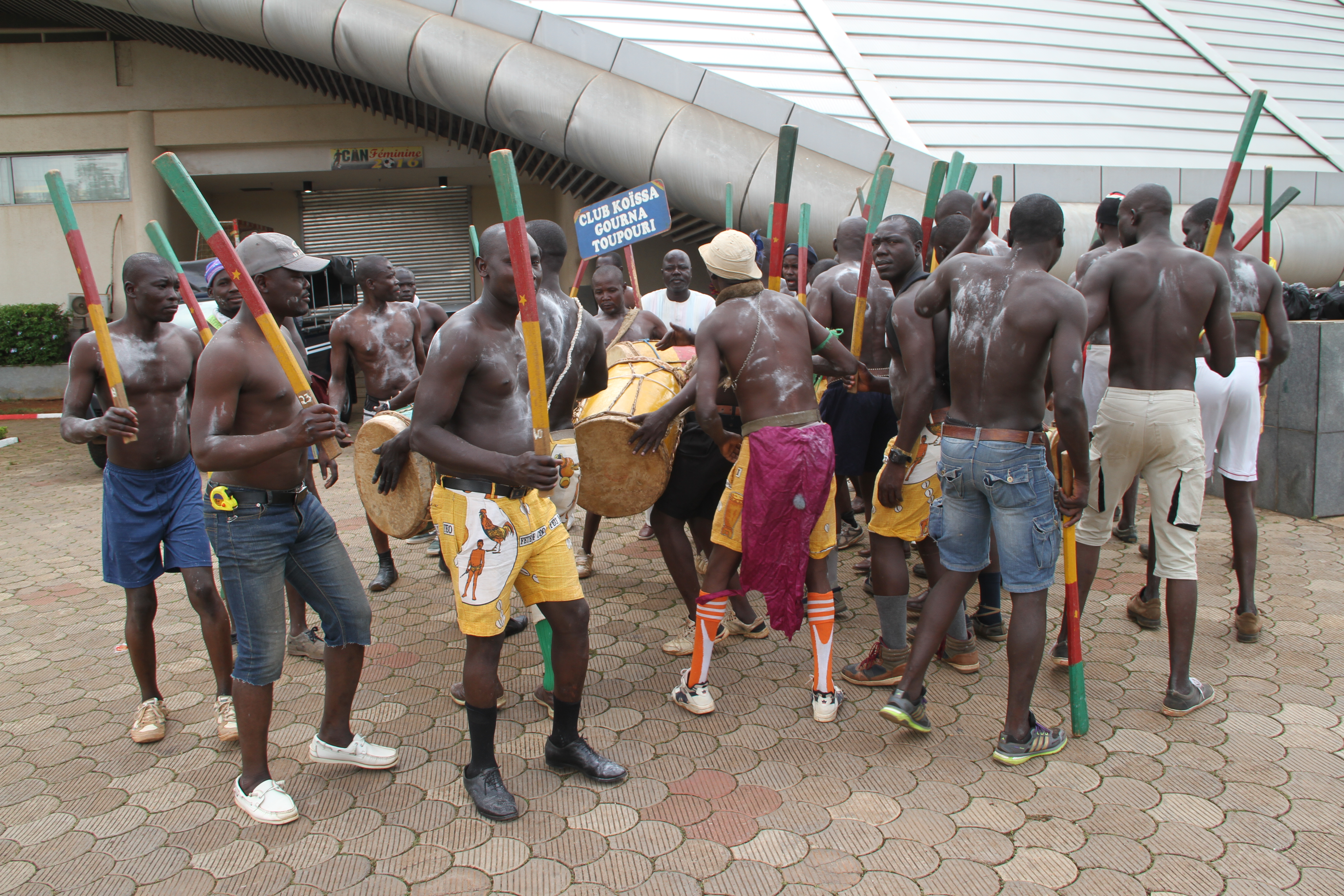
Grupo de danza tupuri en el norte de Camerún ensayando para la fiesta del Fenac en Yaundé.

- Los kirdi, son un conjunto de etnias del norte de Camerún y Chad, a los que se aplica esta expresión de forma despectiva (paganos) por las etnias bantúes islamizadas de la zona, como los fulani (kirdi significa pagano en kanuri). Entre los más de 40 pueblos kirdi (paganos) figuran los bata, los fali, los fata, los gemjek, los guidar, los giziga, los hurza, los kapsiki, los mada, los mafa, los massa, los matakam, los mofu, los mora, los musgum, los muyang, los uldeme, los podoko, los tupuri, los vame y los zulgo. Hablan lenguas chádicas y lenguas adamawa. A pesar de ser el 11 % de los habitantes del Camerún, están infrarrepresentados en el gobierno. La mayoría son granjeros que cultiva cacahuetes, maíz y mijo en terrazas, con huertos cerca de sus casas, que suelen ser redondas, en pequeños asentamientos formados por clanes o linajes. Muchos se han islamizado, pero siguen creyendo en una dios madre, que sería la tierra, nacida de un creador.[21]
  - Pueblo bata o bate, unos 16.000. Llamados kirdi por los fulani, son un pueblo chádico. Hablan el idioma bata y muchos ya se han convertido al islam, aunque, en general son animistas. En Nigeria hay más de trescientos mil.
  - Pueblo fali (unos 36.000), llamados bana en Nigeria. Viven en el nordeste de Camerún, en el distrito de Mubi. Se distinguen de los demás kirdi por la ornamentación vistosa de sus telas. Son cazadores y agricultores, cultivan mijo, cacahuetes y algodón. Viven en clanes formados por los parientes del esposo y hablan diversas lenguas, aunque domina el idioma bana. Creen en un dios creador llamado Faw y una diosa de la tierra llamada Ona. Se están convirtiendo al islam. Hay otro grupos, como los fali del Norte, unos 52.000, granjeros, que hablan una lengua Níger-Congo, el fali del Norte. Cultivan mijo, sorgo, algodón, índigo y tabaco. La mayoría ya son musulmanes.[22] Luego están los fali del Sur, unos 65.000, que viven al norte de Garúa, la capital de la región del Norte. Son musulmanes y practican la agricultura de subsistencia.[23]
  - Pueblo kapsiki (132.000). Viven entre el norte de Camerún (Región del Extremo Norte), en el macizo de Mandara y el nordeste de Nigeria, donde hay menos de 30.000. Hablan el idioma psikye, con una decena de dialectos. La mitad son musulmanes, el resto cristianos y animistas. Viven de la agricultura, la ganadería y en parte del turismo.
  - Pueblo mafa (1,05 millones) o mofa. En varios asentamientos en el norte de Camerún y unos pocos en Nigeria, aunque algunas fuentes elevan la totalidad a 3 millones. Cultivan sorgo y mijo en pequeñas granjas. Crían pollos y cabras. Beben una cerveza llamada zoum, hecha de mijo fermentado. Controlan el curso de los arroyos con grandes piedras. Son amantes de la música y animistas en general, aunque más del 80 % ya abraza el islam.[24]
  - Pueblo mofu (unos 220.000 entre norte y sur). Son también un grupo de pueblos y lenguas del norte de Camerún, cerca de la frontera con Nigeria, en el macizo de Mandara de la región del Extremo Norte. A grandes rasgos, se pueden dividir en mofus del norte (unos 90.000), y mofus del sur (unos 120.000), pero hay mofus-duvangar, mofus-durum, mofus-wazang, mofus-meri y mofus-gudur, más otros pueblos que se llaman a sí mismos mofus, como los zulgo, gemjek, mbuko o moloko. Muchos se reconocen como pueblos de las montañas y hablan la lengua de las montañas, diferentes formas de la rama biu-mandara de la familia chádica de lenguas.[25] Como la mayoría de kirdis, huyeron de los fulani para instalarse en las montañas, donde cultivan cacahuetes, maíz y mijo en terrazas, y otras cerca de las viviendas, como algodón, índigo para teñir y plantas medicinales y para uso religioso.[26] Más de la mitad de los norteños ya se han convertido al islam, mientras los del sur siguen siendo animistas.[27]
  - Pueblo musgum (unos 230.000). Viven entre Chad (otros 90.000) y Camerún, en la provincia del Extremo Norte, entre los ríos Chari y Logone, donde se halla el Parque nacional de Waza, en la prefectura de Chari-Baguirmi. Tienen origen afroasiático. Hablan la lengua musgu, lenguaje chádico. Eran guerreros y cuando llegaron los fulani los derrotaron en una batalla que expulsó a estos a la zona de Adamawa. Hablan el idioma musgu. Construyen unas viviendas características de barro en diversas formas de domo y cónicas conocidas como casas obús. El 60 % son musulmanes. Practican la pesca en el río Logone, lo que ha provocado tensión con sus rivales pescadores, los kotoko, unos 45.000 en la misma zona de Camerún.[28]
  - Pueblo tupuri o tuburi (unos 214.000). En la región del Extremo Norte. La mitad son cristianos y el resto, animistas. Hablan el idioma tupuri. Hay otros doscientos mil en Chad. Son conocidos por la danza llamada gourna, la danza del gallo. Tienen una autoridad conocida como Wang Doré, fugura religiosa y política que a todos los efectos es el rey de una zona que ellos llaman Doré. Como pueblo saheliano, son nómadas. Practican la ganadería, la agricultura, la pesca, la danza y el comercio. Viven entre las localidades de  Ndoukoula, Touloum, Tchati-Bali y Golonghini.[29][30]

- Los baggara (211.000) son un pueblo beduino nómada que vive en la zona que va desde el lago Chad hasta el río Nilo, en algunos estados de Sudán (en especial Darfur), Níger, Chad, Camerún, Nigeria, y la República Centroafricana. También se les conoce como árabes shuwa. En Camerún viven en el extremo norte, al sur del lago Chad.[31] Viajan de las zonas de hierba en la estación de lluvias a las riberas fluviales en la estación seca. Son musulmanes.[32]